# کیران بدی
کیران بدی (زاده ۹ ژوئن ۱۹۴۹) سیاستمدار هندی، افسر پلیس بازنشسته، فعال اجتماعی و بازیکن سابق تنیس است که از ۲۸ مه ۲۰۱۶ تا ۱۶ فوریه ۲۰۲۱ فرماندار ستوان فرماندار پودوچری بود. او اولین زن هندی است که برای تبدیل شدن به یک افسر در سرویس پلیس هند داوطلب شد. وی کار خود را در سال ۱۹۷۲ آغاز کرد. او قبل از بازنشستگی خود، داوطلبانه در سال ۲۰۰۷ به عنوان مدیرکل دفتر تحقیقات و توسعه پلیس به مدت ۳۵ سال خدمت کرد.
کیران بدی در سال ۱۹۶۶ به عنوان قهرمان ملی تنیس نوجوانان شناخته شد. بین سالهای ۱۹۶۵ تا ۱۹۷۸، وی عناوین مختلفی را در مسابقات قهرمانی مختلف در سطح ملی و ایالتی بدست آورد. پس از پیوستن به IPS، بدی در دهلی، گوا، چندیگر و میزورام خدمت کرد. او کار خود را به عنوان دستیار ناظر پلیس (ASP) در منطقه چاناکیاپوری دهلی آغاز کرد و در سال ۱۹۷۹ مدال پلیس رئیس‌جمهور را از آن خود کرد و سپس به دهلی غربی نقل مکان کرد، و در آنجا جرایم علیه زنان را کاهش داد. او یک مبارزه علیه سوء مصرف و مواد مخدر به راه انداخت.

## جوایز و افتخارات
| سال       | جایزه                                         | توسط                                                    | برای                                                                |
| --------- | --------------------------------------------- | ------------------------------------------------------- | ------------------------------------------------------------------- |
| ۱۹۶۸      | جایزه افسر کادت                               | سپاه کاد ملی                                            | عملکرد به عنوان یک دانش آموز NCC                                    |
| ۱۹۷۹      | مدال پلیس رئیس‌جمهور برای Gallantry            | رئیس‌جمهور هند                                           | شهامت قابل توجه در جلوگیری از خشونت در درگیری‌های آکالی - نیرانکاری  |
| ۱۹۹۱      | جایزه منطقه آسیا                              | سازمان بین‌المللی تمپلارهای خوب، نروژ                    | پیشگیری و کنترل دارو                                                |
| ۱۹۹۴      | جایزه Ramon Magsaysay                         | بنیاد جایزه Ramon Magsaysay، فیلیپین                    | خدمات دولتی                                                         |
| ۱۹۹۵      | جایزه بشردوستانه Fr Maschio                   | کمیته جشن جوابی Fr Maschio Platinum , Don Bosco Matunga | اصلاحات اجتماعی و خدمات اجتماعی                                     |
| ۱۹۹۵      | شیر سال                                       | Lions Club , KK Nagar                                   | خدمات اجتماعی                                                       |
| ۱۹۹۷      | جایزه جوزف بویز                               | بنیاد ژوزف بویز، آلمان                                  | مدیریت جامع و نوآورانه (اصلاحات زندان)                              |
| ۱۹۹۹      | غرور هند                                      | فدراسیون آمریکایی مسلمانان مبدأ هند (AFMI)              | تعهد نسبت به رفاه انسان                                             |
| ۱۹۹۹–۲۰۰۰ | جایزه فارغ التحصیلان IIT دهلی                 | موسسه فناوری هند - انجمن فارغ التحصیلان دهلی            | سهم برجسته در توسعه ملی                                             |
| ۲۰۰۱      | جایزه موریسون تام گیچف                        | انجمن جرم‌شناسی غربی، ایالات متحده                       | اقداماتی که کیفیت عدالت در هند را به میزان قابل توجهی ارتقا داده‌است |
| ۲۰۰۴      | مدال سازمان ملل                               | سازمان ملل                                              | خدمات برجسته                                                        |
| ۲۰۰۵      | جایزه ملی یادبود مادر ترزا برای عدالت اجتماعی | همه شورای مسیحی هند                                     | اصلاحات در زندان‌ها و سیستم‌های کیفری                                 |
| ۲۰۰۶      | تحسین برانگیزترین زن کشور                     | هفته                                                    |                                                                     |
| ۲۰۰۸      | جایزه عالی FICCI                              | سازمان بانوان FICCI                                     | یک زن موفق و برجسته بودن                                            |
| ۲۰۰۸      | Kumarappa-Reckless Award                      | انجمن جرم‌شناسی هند                                      | سهم برجسته در زمینه‌های اجرای عدالت کیفری                            |
| ۲۰۱۳      | جایزه نامورا                                  | گروه نامورا                                             | کار بشردوستانه                                                      |
| ۲۰۱۴      | جایزه زنان لورال پاریس زنانه                  | L'Oréal و Femina                                        | تأثیر اجتماعی                                                       |